# ジエン・マンシュー
ジエン・マンシュー（簡嫚書、1988年10月16日 - ）は、台湾の女優、監督、腳本家。天秤座。

## 略歴
大学生の時に台湾教育部のテレビ広告に起用される。
2010年にデビューし、同年ドラマ『あの日を乗り越えて』で第45回金鐘奨（台湾テレビ番組、ドラマアカデミー賞）の主演女優賞にノミネートされた。
2015年、映画『菜鳥～Maverick』で第52回金馬奨の最優秀助演女優賞ノミネートされ、2016年の第18回台北映画祭で最優秀助演女優賞を受賞。
2021年、ドラマ『お仕事です!〜The Arc of Life〜』で第56回金鐘奨の最優秀助演女優賞を受賞。

## 監督
- 2014年：「gift」
  - 2nd 48 Hour Film Project Taipei Award "BEST DIRECTOR"
- 2015年：「OPEN！ OPEN！」
- 2016年：「Play」
  - 4th 48 Hour Film Project Taipei Award "BEST DIRECTOR" & "BEST CITY FILM"

## 出演

### 映画
- 2012年：「狼が羊に恋をするとき」 - 小羊 役[3]
- 2014年：「ピース! 時空を越える想い」 - 阿蕊 役
- 2015年：「OPEN！ OPEN！」 - 花花 役
- 2015年：「菜鳥〜Maverick」 - 安安 役
- 2017年：「ママは日本へ嫁に行っちゃダメと言うけれど。」 - リン（林薏涵） 役

### テレビドラマ
- 2010年：「あの日を乗り越えて」 - リン・ユーチン（林雨菁） 役
- 2012年：「シュガーケーキガーデン」 - ジェン・ミーエン（鄭米恩） 役
- 2012年：「你是春風我是雨~Love in the Wind」 - 唐璟芊 役
- 2012年：「小站〜The Late Night Stop」 - 温雨青 役
- 2013年：「愛情急整室〜Love SOS」 - 童琳 役
- 2016年：「暗闇は目を閉じて」- 洪曉彤 役
- 2018年：「台湾往事〜The Bittersweet Taiwan」 - 謝雙美 役
- 2019年：「R.I.P. 霊異街11号」 - ション・イン（盛音） 役[4]
- 2020年：「黑喵知情〜Animal Whisper」 - 葉宜甜 役
- 2021年：「お仕事です!〜The Arc of Life〜」 - リン・メイジー（林美季） 役
- 2023年：「美食無間」 - ウー・ウェイ（呉薇） 役

### 広告/イメージキャラクター
- 2010年：
  - U-START
- 2011年：
  - YAMAHA CIAO バイク
  - 33rd Golden Harvest Awards for Outstanding Short Films
- 2012年：
  - ORBIS アクアフォースシリーズ
- 2013年：
  - FamilyMart collection Serise
  - 花王 Biore Deep Free 洗顏料《Close to you》
  - Solvil et Titus 2013
  - MG Mask Film《the magic moment》
- 2014年：
  - UNIQLO AIRism《PM2200》
  - FamilyMart collection Serise
  - Canon PowerShot G16 / S120 Serise
- 2015年：
  - TAIYEN アルカリイオン水
  - ドラゴンクエストモンスターズ スーパーライト 繁体字版
- 2016年：
  - 日本東北地方観光宣伝フィルム スシリーズ
  - GOGORO smartscooter
  - SARA SARA Perfume Shower Gel
  - Nestle lemon tea
- 2024年：
  - 東杰生醫[5]

### Music Video
- 2010年：林俊傑《她說》
- 2014年：GU Taiwan《I WANT GU》

## 受賞
- 2010年：「第45回金鐘奨」最優秀主演女優賞ノミネート 『あの日を乗り越えて』
- 2011年：「韓国第6回ソウルドラマアワード」主演女優賞ノミネート 『あの日を乗り越えて』
- 2011年：「韓国第6回ソウルドラマアワード」ネット人気賞受賞 『あの日を乗り越えて』
- 2012年：「第7回アジア・フィルム・アワード」最優秀新人賞ノミネート 『狼が羊に恋をするとき』
- 2015年：「第52回金馬奨」最優秀助演女優賞ノミネート 『菜鳥〜Maverick』
- 2016年：「第18回台北映画祭」最優秀助演女優賞 『菜鳥〜Maverick』
- 2021年：「第56回金鐘獎」最優秀助演女優賞 『お仕事です!〜The Arc of Life〜』